# Tydzień Edukacji Globalnej
Tydzień Edukacji Globalnej (TEG) - coroczna międzynarodowa akcja edukacyjna organizowana w celu zwrócenia uwagi Europejczyków na problemy o charakterze globalnym. TEG odbywa się w listopadzie, pod patronatem Europejskiego Centrum na Rzecz Współzależności i Solidarności Światowej (Centrum Północ-Południe) Rady Europy. Różnego rodzaju akcje edukacyjne organizowane są przez szkoły, studenckie koła naukowe, biblioteki, organizacje pozarządowe i różnego rodzaju instytucje. W Polsce w 2013 roku w działania w ramach Tygodnia Edukacji Globalnej zaangażowało się ok. 130 podmiotów.